# Recordes brasileiros de tiro com arco
Os recordes brasileiros de tiro com arco abaixo são os recordes conquistados por atletas filiados à Confederação Brasileira de Tiro com Arco em campeonatos oficiais.

## Outdoor

### Recurvo

#### Masculino adulto
Individual
| Tipo de recorde                       | Marca | Nome                      | Data                | Local    | Nota                  |
| 144 flechas FITA Round                | 1342  | Marcus Vinicius D'Almeida | 12 de março de 2014 | Santiago | Recorde sul-americano |
| 30m FITA Round                        | 355   | Marcus Vinicius D'Almeida | 12 de março de 2014 | Santiago | Recorde sul-americano |
| 50m FITA Round                        | 337   | Marcus Vinicius D'Almeida | 12 de março de 2014 | Santiago | Recorde sul-americano |
| 70m FITA Round                        | 335   | Marcus Vinicius D'Almeida | 12 de março de 2014 | Santiago | Recorde sul-americano |
| 90m FITA Round                        | 318   | Daniel Xavier             | 12 de março de 2014 | Santiago | Recorde sul-americano |
| 70m FITA Round (72 flechas)           | 667   | Gustavo Trainini          | 5 de maio de 2012   | Maricá   |                       |
| Round Eliminatório - 70m (12 flechas) | 116   | Daniel Xavier             | 16 de maio de 2008  | Brasília |                       |

Equipe
| Tipo de recorde                       | Marca | Nome                                                     | Data                | Local    | Notas                 |
| FITA Round (3 x 144 flechas)          | 3915  | Marcos Bortoloto Marcus Vinicius D'Almeida Daniel Xavier | 12 de março de 2014 | Santiago | Recorde sul-americano |
| 70m Round (3 x 72 flechas)            | 1895  | Gustavo Trainini Bernardo Oliveira Daniel Xavier         | 18 de junho de 2012 | Ogden    |                       |
| Round Eliminatório - 18m (12 flechas) | n/a   | n/a                                                      | n/a                 | n/a      | n/a                   |

#### Feminino adulto
Individual
| Tipo de recorde                       | Recorde | Nome          | Data                   | Local          | Anterior |
| 144 flechas FITA Round                | 1336    | Sarah Nikitin | 30 de setembro de 2013 | Antália        | 1305     |
| 30m FITA Round                        | 346     | Sarah Nikitin | 16 de abril de 2011    | Maricá         | 342      |
| 50m FITA Round                        | 327     | Sarah Nikitin | 30 de setembro de 2013 | Antália        | 321      |
| 60m FITA Round                        | 335     | Sarah Nikitin | 30 de setembro de 2013 | Antália        | 332      |
| 70m FITA Round                        | 332     | Sarah Nikitin | 30 de setembro de 2013 | Antália        | 321      |
| 70m FITA Round (72 flechas)           | 644     | Sarah Nikitin | 1 de setembro de 2012  | São Paulo      | n/a      |
| Round Eliminatório - 70m (12 flechas) | 107     | Fátima Rocha  | 2003                   | Rio de Janeiro | n/a      |

Equipe
| Tipo de recorde              | Recorde | Nome                                      | Data                   | Local   | Anterior |
| FITA Round (3 x 144 flechas) | 3859    | Marina Canetta Sarah Nikitin Ane Marcelle | 30 de setembro de 2013 | Antália | 3786     |

### Composto

#### Masculino adulto
Individual
| Tipo de recorde                       | Recorde    | Nome                | Data                  | Local     | Anterior |
| 144 flechas FITA Round                | 1406       | Roberval dos Santos | 25 de Janeiro de 2009 | Campinas  | 1404     |
| 30m FITA Round                        | 360/29     | Roberval dos Santos | 2009                  | Maricá    | 360/22   |
| 50m FITA Round                        | 357        | Roberval dos Santos | 16 de maio de 2010    | São Paulo | 353      |
| 70m FITA Round                        | 355        | Marcelo Roriz Jr.   | 28 de agosto de 2010  | Maricá    | 354      |
| 90m FITA Round                        | 347 pontos | Roberval dos Santos | 22 de agosto de 2007  | São Paulo | 341      |
| 50m Round (72 flechas)                | 705        | Marcelo Roriz Jr.   | 6 de agosto de 2011   | São Paulo | 699      |
| 70m Round (72 flechas)                | 694        | Roberval dos Santos | 24 de junho de 2008   | Boé       | 690      |
| Round Eliminatório - 70m (12 flechas) | 120/5      | Marcelo Roriz Jr.   | 24 de maio de 2009    | Maricá    | 120/3    |
| Round Eliminatório - 50m (15 flechas) | 150/8      | Roberval dos Santos | 6 de agosto de 2008   | Manaus    | 149      |

Equipe
| Tipo de recorde                     | Recorde | Nome                                                           | Data                  | Local         | Anterior |
| FITA Round (3 x 144 flechas)        | 4154    | Roberval dos Santos Rogério Ambrósio de Lima Cláudio Contrucci | 1 de setembro de 2010 | Santiago      | 4119     |
| 70m Round (3 x 72 flechas)          | 2056    | Roberval dos Santos Marcelo Roriz Jr. Cláudio Contrucci        | 2 de abril de 2008    | Santo Domingo | n/a      |
| 50m Round (3 x 72 flechas)          | 2073    | Roberval dos Santos Rogério Ambrósio de Lima Alexandre César   | 3 de julho de 2012    | Turim         | 2060     |
| Round Eliminatório 70m (24 flechas) | 237     | Roberval dos Santos Rogério Ambrósio de Lima Cláudio Contrucci | 1 de setembro de 2010 | Santiago      | 233      |
| Round Eliminatório 50m (24 flechas) | 232     | Marcelo Roriz Jr. Rogério Ambrósio de Lima Cláudio Contrucci   | 26 de maio de 2010    | San Salvador  | 230      |

#### Feminino adulto
Individual
| Tipo de recorde                       | Recorde | Nome                     | Data                   | Local          | Anterior |
| 144 flechas FITA Round                | 1377    | Nely Acquesta            | 20 de março de 2010    | Campinas       | 1362     |
| 30m FITA Round                        | 357     | Nely Acquesta            | 2 de março de 2008     | Rio de Janeiro | 356      |
| 50m FITA Round                        | 350     | Dirma Miranda dos Santos | 2 de março de 2008     | Rio de Janeiro | 339      |
| 60m FITA Round                        | 349     | Nely Acquesta            | 18 de maio de 2009     | Maricá         | 346      |
| 70m FITA Round                        | 343     | Nely Acquesta            | 20 de março de 2010    | Campinas       | 339      |
| 50m Round (72 flechas)                | 676     | Nely Acquesta            | 6 de agosto de 2011    | São Paulo      | 655      |
| 70m Round (72 flechas)                | 668     | Dirma Miranda dos Santos | 15 de abril de 2008    | Porec          | n/a      |
| Round Eliminatório - 70m (12 flechas) | 115     | Talita Araújo            | 29 de novembro de 2009 | Maricá         | 113      |
| Round Eliminatório - 50m (15 flechas) | 142     | Elizabete Galindo        | 28 de outubro de 2012  | Manaus         | 137      |

Equipe
| Tipo de recorde                     | Recorde | Nome                                                   | Data                  | Local        | Anterior |
| FITA Round (3 x 144 flechas)        | 4007    | Daniella Areias Dirma Miranda dos Santos Talita Araújo | 24 de março de 2010   | Medellín     | 3997     |
| 70m Round (3 x 72 flechas)          | 1967    | Daniella Areias Dirma Miranda dos Santos Nely Acquesta | 16 de abril de 2008   | Porec        | 1965     |
| 50m Round (3 x 72 flechas)          | 1925    | Elizabeth Shimizu Nely Acquesta Célia Belotti          | 1 de setembro de 2012 | São Paulo    | 1892     |
| Round eliminatório 70m (24 flechas) | 224     | Daniella Areias Dirma Miranda dos Santos Nely Acquesta | 10 de julho de 2008   | Valência     | n/a      |
| Round eliminatório 50m (24 flechas) | 209     | Nely Acquesta Elizabeth Shimizu Monica Coutinho        | 26 de maio de 2012    | San Salvador | n/a      |

## Legenda
- Recorde sul-americano
- Recorde pan-americano
- Recorde olímpico
- Recorde mundial